# Operación Estrella
La Operación Estrella fue el nombre de la fuga de 38 presas políticas de la cárcel de mujeres de Cabildo en Montevideo, Uruguay el 30 de julio de 1971, es considerada la mayor fuga de mujeres de una cárcel en la historia.

## Antecedentes
Esta masiva fuga estuvo precedida, un año antes, por otra en la cual 13 reclusas en su mayoría parte del Movimiento de Liberación Nacional-Tupamaros (MLN-T) se fugaron de la Cárcel de Cabildo, la cual hasta el momento era gestionada por las monjas del Convento del "Buen Pastor". A raíz de este hecho, que tuvo lugar el 8 de marzo de 1970, muchas otras reclusas fueron trasladadas a Cárcel Central para ser luego devueltas a Cabildo, el cual pasó a estar vigilado por policías y rodeado por efectivos de las Fuerzas Armadas. Las presas que se fugaron en esa instancia fueron Cristina Cabrera, Elida Valdomir, Emilia Carlevano, Gladys Bruno, Jessie Macchi, Julia Armand Ugon, Lilia Castro, María Elia Topolansky, Martha Abella, Miriam Fernández, Miriam Montero, Nibia González y Olga Barrios.

## La fuga
Debido a este aumento de vigilancia, el mecanismo empleado esta vez para la fuga fue un túnel que se cavó desde la red de cloacas, que eran lo suficientemente espaciosas para movilizarse, hasta conectarlo con la habitación de las madres con niños y embarazadas de la cárcel. A unas doce cuadras del establecimiento, el MLN-T tenía una casa en venta, la cual quedaba sobre la calle Constitución y fue por allí que las fugadas fueron dispersándose luego de salir de la red sanitaria.
En total se fugaron 38 mujeres, entre las que se encontraban Lucía Topolansky, futura vicepresidenta de Uruguay, y las escritoras Edda Fabbri y Graciela Jorge.
Casi todas las mujeres volverían a ser apresadas con el correr de los meses, recuperando la libertad recién al finalizar la dictadura cívico-militar en 1985.

## Lista de fugadas
1. Marta Teresita Avella Lucchini
2. Susana Alberti Alé
3. Sandra Verónica Angeleri Chamorro
4. Noemí Lydia Alonso Firpi
5. Alba Mabel Antúnez Nieto
6. María del Carmen Beretta Curi
7. Carmen Teresa Bonilla Bravo
8. Griselda Borges Saravia
9. Olga Cairello Pérez
10. Cristina Cabrera Laport
11. Águeda Susana Carli Alaniz
12. Ana Elena Casamayou del Pino
13. Adriana Iris Castera Morales
14. Graciela Darré Francia
15. Raquel Margarita Dupont Olivera
16. Edda Fabbri
17. Mirtha Ercilla Fernández Pucurull
18. Myriam Raquel Fernández Márzico
19. Santa Nélida Fontora Santos
20. Xenia Itté González
21. Graciela Nelly Jorge Pancera
22. Telma Juárez Beli
23. María Teresa Labrocca Rabellino
24. Yessie Arlette Macchi Torres
25. Lía Margarita Maciel Rodríguez
26. Nora Maneiro Mancilla
27. Edith Moraes Alves
28. Sonia María Mosquera Villamil
29. Virginia Amanda Oliveri González
30. Martha Lorelley Pallas Silveira
31. Rosa Rebollo Pereira
32. Alicia Rey Morales
33. Stella Myrna Saravia Rivera
34. Stella María Sánchez Mendoza
35. Lucía Topolansky Saavedra
36. María Elia Topolansky Saavedra
37. Elida Valdomir Coelho
38. Esther Carmen Uribasterra Matas

## Obras inspiradas en la Operación
En 1994 apareció en la Editorial Tupac Amaru Ediciones un libro de Graciela Jorge titulado Historia de 13 palomas y 38 estrellas: las fugas de la cárcel de mujeres sobre las dos fugas. Veinticuatro años después, en 2018, aparece en Editorial Planeta el libro de Josefina Licitra titulado 38 Estrellas: La mayor fuga de una cárcel de mujeres de la historia. Basada en estas dos obras previas, se estrena el 12 de septiembre de 2019 38 estrellas escrita por la dramaturga Julieta Lucena.